# Moronidae
Famille
Les Moronidés ou bar (Moronidae) forment une famille de poissons marins pélagiques comprenant au total 6 espèces, dont la plupart se retrouvent en Amérique, mais certaines se retrouvent également en Europe et en Afrique.

## Liste des genres
Selon FishBase (15 déc. 2015), ITIS (15 déc. 2015), NCBI (15 déc. 2015) et Catalogue of Life (15 déc. 2015) :
- genre Dicentrarchus Gill, 1860
- genre Morone Mitchill, 1814